# Segoe
 (septembre 2020).
Si vous disposez d'ouvrages ou d'articles de référence ou si vous connaissez des sites web de qualité traitant du thème abordé ici, merci de compléter l'article en donnant les références utiles à sa vérifiabilité et en les liant à la section « Notes et références ».

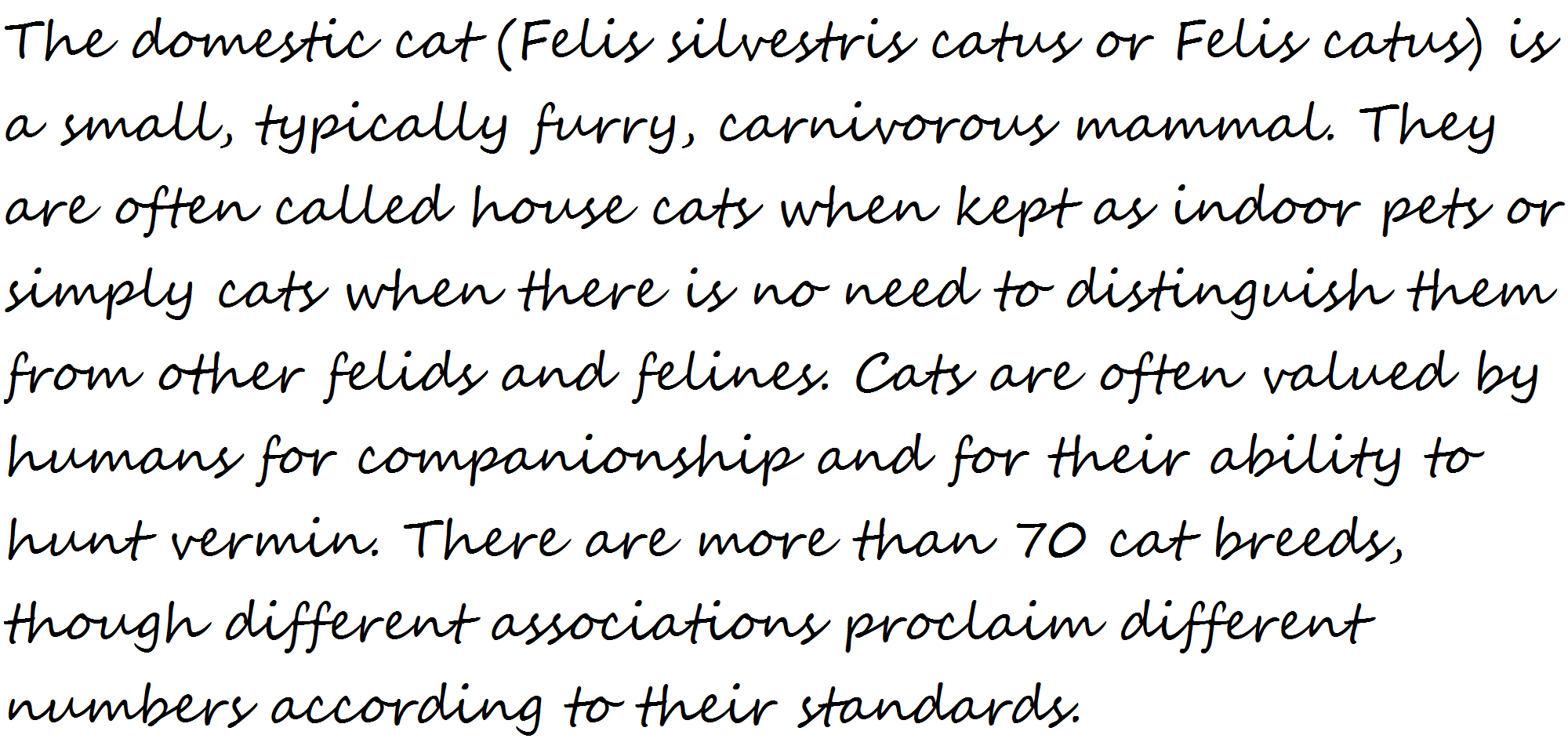
Rendu de l’article « cat » de la Wikipédia en anglais avec Segoe Script.

Segoe est une famille de police de caractères linéale connue pour son utilisation par Microsoft dans ses produits marketing imprimés et en ligne, ainsi que dans beaucoup de ses récents produits et logos. Elle est utilisée par beaucoup d’applications développées par l’entreprise, et est installée par défaut sur certaines applications (notamment Microsoft Office 2007 et Windows Live Messenger 2009). C’est la police par défaut sur Windows Vista et Windows 7. On la retrouve aussi sur Outlook.com, le successeur de Hotmail. Elle est particulièrement intégrée dans Windows 8, où elle est essentielle dans le nouveau design.
Segoe est une création de Monotype, mais la marque est détenue par Microsoft.
Dans sa mise à jour de Windows 10 Build 21376, Microsoft mentionne une modification de Segoe UI. En 2006, la fonderie Linotype accuse la firme de Redmond d’avoir copié son Frutiger.